# Grande Prêmio da Áustria de 2015
O Grande Prêmio da Áustria de 2015 (formalmente denominado Formula 1 Grosser Preis Von Österreich 2015) foi uma corrida de Fórmula 1 disputada em 21 de junho de 2015 no Red Bull Ring, em Spielberg, Áustria. Foi a oitava etapa da temporada de 2015.
Os pneus para pista molhada foram utilizados nos treinos livres.

## Pneus
| Nome do composto | Cor | Banda de rolamento | Condições de Tempo | Dry Type                           | Aderência      | Longevidade   |
| ---------------- | --- | ------------------ | ------------------ | ---------------------------------- | -------------- | ------------- |
| Super Macio      |     | Slick (P Zero)     | Seco               | Supersoft                          | Mais aderência | Menos durável |
| Macio            |     | Slick (P Zero)     | Seco               | Soft                               | Médio          | Médio         |
| Intermediário    |     | Sulcos (Cinturato) | Molhado            | Intermediate (água não estagnante) | x              | x             |
| Chuva            |     | Sulcos (Cinturato) | Molhado            | Wet (água estagnante)              | x              | x             |

## Resultados

### Treino Classificatório
| Pos.                     | Nº | Piloto           | Construtor             | Q1       | Q2       | Q3        | Grid |
| ------------------------ | -- | ---------------- | ---------------------- | -------- | -------- | --------- | ---- |
| 1                        | 44 | Lewis Hamilton   | Mercedes               | 1:12.218 | 1:09.062 | 1:08.455  | 1    |
| 2                        | 6  | Nico Rosberg     | Mercedes               | 1:10.976 | 1:08.634 | 1:08.655  | 2    |
| 3                        | 5  | Sebastian Vettel | Ferrari                | 1:11.184 | 1:09.392 | 1:08.810  | 3    |
| 4                        | 19 | Felipe Massa     | Williams-Mercedes      | 1:11.830 | 1:09.719 | 1:09.192  | 4    |
| 5                        | 27 | Nico Hülkenberg  | Force India-Mercedes   | 1:11.319 | 1:09.604 | 1:09.278  | 5    |
| 6                        | 77 | Valtteri Bottas  | Williams-Mercedes      | 1:11.894 | 1:09.598 | 1:09.319  | 6    |
| 7                        | 33 | Max Verstappen   | Toro Rosso-Renault     | 1:11.307 | 1:09.631 | 1:09.612  | 7    |
| 8                        | 26 | Daniil Kvyat     | Red Bull-Renault       | 1:12.092 | 1:10.187 | 1:09.694  | 151  |
| 9                        | 12 | Felipe Nasr      | Sauber-Ferrari         | 1:12.001 | 1:09.652 | 1:09.713  | 8    |
| 10                       | 8  | Romain Grosjean  | Lotus-Mercedes         | 1:11.821 | 1:09.920 | Sem tempo | 9    |
| 11                       | 13 | Pastor Maldonado | Lotus-Mercedes         | 1:11.661 | 1:10.374 |           | 10   |
| 12                       | 9  | Marcus Ericsson  | Sauber-Ferrari         | 1:12.388 | 1:10.426 |           | 11   |
| 13                       | 55 | Carlos Sainz Jr. | Toro Rosso-Renault     | 1:11.158 | 1:10.465 |           | 12   |
| 14                       | 3  | Daniel Ricciardo | Red Bull-Renault       | 1:11.973 | 1:10.482 |           | 181  |
| 15                       | 14 | Fernando Alonso  | McLaren-Honda          | 1:12.508 | 1:10.736 |           | 192  |
| 16                       | 11 | Sergio Pérez     | Force India-Mercedes   | 1:12.522 |          |           | 13   |
| 17                       | 22 | Jenson Button    | McLaren-Honda          | 1:12.632 |          |           | 202  |
| 18                       | 7  | Kimi Räikkönen   | Ferrari                | 1:12.867 |          |           | 14   |
| 19                       | 98 | Roberto Merhi    | Manor Marussia-Ferrari | 1:14.071 |          |           | 16   |
| 20                       | 28 | Will Stevens     | Manor Marussia-Ferrari | 1:15.368 |          |           | 17   |
| Tempo dos 107%: 1:15.944 |    |                  |                        |          |          |           |      |
| Fonte:                   |    |                  |                        |          |          |           |      |

Notas
- ↑1  – Daniil Kvyat e Daniel Ricciardo (ambos da RBR), perderam dez posições no grid por utilizar o quinto motor na temporada.
- ↑2  – Fernando Alonso e Jenson Button (ambos da McLaren), perderam vinte e cinco posições no grid por estouraram o limite de peças permitidas por temporada.

### Corrida
| Pos.   | Nu. | Piloto             | Construtor             | Voltas | Tempo/Retirado    | Grid | Pontos |
| ------ | --- | ------------------ | ---------------------- | ------ | ----------------- | ---- | ------ |
| 1      | 6   | Nico Rosberg       | Mercedes               | 71     | 1:30:16.930       | 2    | 25     |
| 2      | 44  | Lewis Hamilton     | Mercedes               | 71     | +8.800 1          | 1    | 18     |
| 3      | 19  | Felipe Massa       | Williams-Mercedes      | 71     | +17.573           | 4    | 15     |
| 4      | 5   | Sebastian Vettel   | Ferrari                | 71     | +18.181           | 3    | 12     |
| 5      | 77  | Valtteri Bottas    | Williams-Mercedes      | 71     | +53.604           | 6    | 10     |
| 6      | 27  | Nico Hülkenberg    | Force India-Mercedes   | 71     | +1:04.075         | 5    | 8      |
| 7      | 13  | Pastor Maldonado   | Lotus-Mercedes         | 70     | +1 volta          | 7    | 6      |
| 8      | 33  | Max Verstappen     | Toro Rosso-Renault     | 70     | +1 volta          | 6    | 4      |
| 9      | 11  | Sergio Pérez       | Force India-Mercedes   | 70     | +1 volta          | 8    | 2      |
| 10     | 3   | Daniel Ricciardo   | Red Bull-Renault       | 70     | +1 volta          | 18   | 1      |
| 11     | 12  | Felipe Nasr        | Sauber-Ferrari         | 70     | +1 volta          | 10   |        |
| 12     | 26  | Daniil Kvyat       | Red Bull-Renault       | 70     | +1 volta          | 15   |        |
| 13     | 9   | Marcus Ericsson    | Sauber-Ferrari         | 69     | +2 voltas         | 9    |        |
| 14     | 98  | Roberto Merhi      | Manor Marussia-Ferrari | 68     | +3 voltas         | 16   |        |
| Ret    | 8   | Romain Grosjean    | Lotus-Mercedes         | 37     | Caixa de câmbio   | 9    |        |
| Ret    | 55  | Carlos Sainz Jr. 2 | Toro Rosso-Renault     | 37     | Caixa de câmbio   | 12   |        |
| Ret    | 22  | Jenson Button      | McLaren-Honda          | 9      | Problema elétrico | 20   |        |
| Ret    | 28  | Will Stevens       | Manor Marussia-Ferrari | 1      | Vazamento de óleo | 17   |        |
| Ret    | 7   | Kimi Räikkönen     | Ferrari                | 0      | Colisão           | 14   |        |
| Ret    | 14  | Fernando Alonso    | McLaren-Honda          | 0      | Colisão           | 19   |        |
| Fonte: |     |                    |                        |        |                   |      |        |

Notas
↑1  – Lewis Hamilton recebeu cinco segundos de penalidade por cruzar a linha branca na saída do pit.
↑2  – Carlos Sainz Jr. recebeu cinco segundos de penalidade por ultrapassar o limite de velocidade do pit-lane.

## Tabela do campeonato após a corrida
Somente as cinco primeiras posições estão incluídas nas tabelas.
| Pos | Piloto           | Pontos | Var |
| --- | ---------------- | ------ | --- |
| 1   | Lewis Hamilton   | 169    | 0   |
| 2   | Nico Rosberg     | 159    | 0   |
| 3   | Sebastian Vettel | 120    | 0   |
| 4   | Kimi Räikkönen   | 72     | 0   |
| 5   | Valtteri Bottas  | 67     | 0   |

| Pos | Construtor           | Pontos | Var |
| --- | -------------------- | ------ | --- |
| 1   | Mercedes             | 328    | 0   |
| 2   | Ferrari              | 192    | 0   |
| 3   | Williams-Mercedes    | 129    | 0   |
| 4   | Red Bull-Renault     | 55     | 0   |
| 5   | Force India-Mercedes | 31     | 2   |